# Hieronymus Praetorius
Hieronymus Praetorius (10 de agosto de 1560 - 27 de enero de 1629) fue un compositor del norte de Alemania  y organista del Renacimiento tardío y principios del Barroco. No tiene parentesco conocido con el mucho más famoso Michael  Praetorius, aunque la familia tuvo muchos músicos destacados durante los siglos XVI y XVII.

## Vida
Nació en Hamburgo, y pasó allí la mayor parte de su vida Realizó sus primeros estudios de órgano con su padre (Jacob Praetorius, el mayor (1520-1586), también compositor), para luego trasladarse a Colonia para continuar sus estudios. En 1580 asume como organista en Erfurt, pero solo permanece allí dos años, regresando a Hamburgo en 1582, donde trabaja con su padre, como organista ayudante en St. Jacobi, pasando a ser muere.  En ese mismo año nació su hijo, Jacob, quien también se dedicaría a la música.
En 1596 viajó a Gröningen donde conoció a Michael Praetorius y a Hans Leo Hassler; y se familiarizó con la música de estos compositores, y -a través de ellos- con la Escuela veneciana italiana.
Permaneció como organista de St. Jacobi en Hamburgo hasta su muerte.

## Música e influencia
Praetorius escribió misas, diez arreglos del Magnificat, y numerosos motetes , la mayoría en latín. Casi toda su música sigue los lineamientos del estilo policoral veneciano, que utiliza numerosas voces divididas en varios grupos. Sus composiciones son las primeras en este estilo del norte de Alemania. 
Aunque progresista en escribir en el estilo veneciano, mantuvo la tradición de utilizar el idioma latín y evitar el bajo continuo, adoptado con entusiasmo por muchos compositores alemanes de la época. La mayoría de su música vocal es a capella.
Praetorius fue también el primer compositor en compilar una colección de corales a cuatro voces con acompañamiento de órgano, esquema que sería un estándar de las iglesias protestantes en los siglos siguientes.  La colección se tomó de cuatro iglesias en Hamburgo; 21 de los 88 arreglos son de su propia autoría.